# Ricardo Legorreta

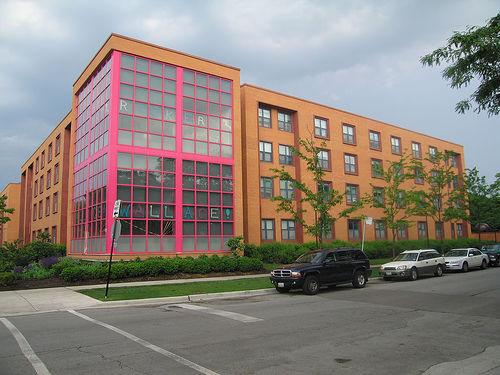
Khu chung cư Max Palevsky

Ricardo Legorreta (17 tháng 5 năm 1931 – 30 tháng 12 năm 2011) sinh ra ở México, ông tốt nghiệp kiến trúc sư tại Đại học Tự trị Quốc gia Mexico (tiếng Tây Ban Nha: Universidad Nacional Autonoma) năm 1953.
Sau khi tốt nghiệp, ông cộng tác với Jose Villagran Garcia ở thủ đô Mexico. Năm 1960, Legorreta tách ra làm riêng và năm 1964 ông đứng đầu hãng thiết kế kiến trúc Legorreta (Legorreta Arquitectos), Thành phố Mexico và văn phòng tại Mỹ
Kể từ năm 1969, Legorreta là một trong những giảng viên thỉnh giảng quan trọng nhất ở các trường đại học của Mexico. Hiện nay, Legorreta là giáo sư tại Đại học Tự trị Quốc gia Mexico, Đại học Iberoamericana, Đại học Harvard, Đại học California tại Los Angeles (UCLA) và nhiều đại học khác trên thế giới.
Ông đã nhận được Huy chương vàng AIA năm 2000.

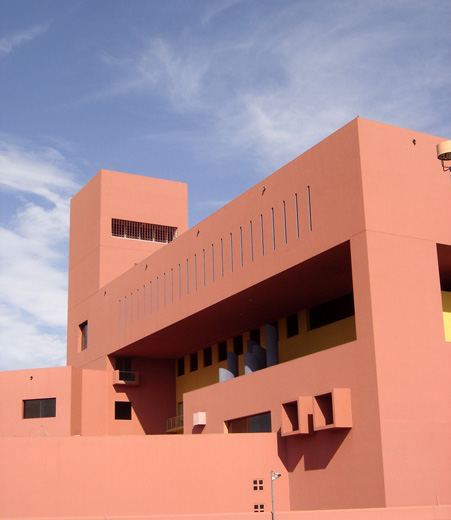
Mặt đứng phía tây nam thư viện San Antonio
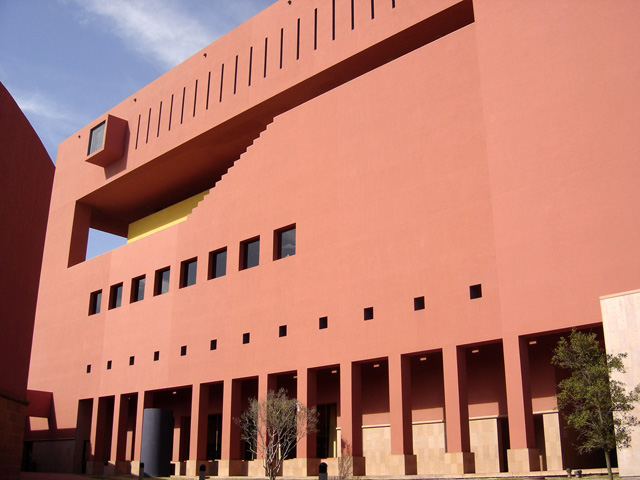
Mặt đứng phía đông nam thư viện San Antonio
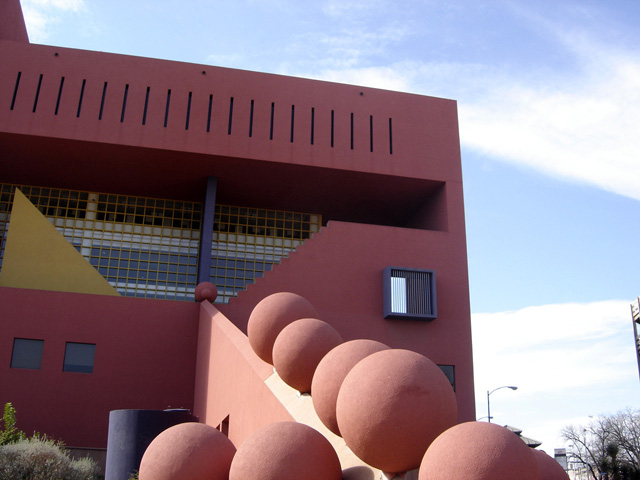
Mặt đứng phía đông bắc thư viện San Antonio

## Công trình nổi tiếng
- Khách sạn Camino Real Mexico, 1968, (Col. Azures, thành phố México, México)
- Casa Montalbán, 1985 (Hollywood, California, Mỹ)
- Bảo tàng nghệ thuật đương đại Monterrey, (Monterrey, Mexico)
- Chợ Tustin, 1988 (Tustin, California, Mỹ)
- Quảng trường Pershing, 1994 (Los Angeles, California, Mỹ)
- Nhà thờ, 1994 (Managua, Nicaragua)
- Bảo tàng sáng chế kỹ thuật, 1998 (San Jose, California, Mỹ)
- Khu chung cu Max Palevsky, 2001 (Chicago, Illinois, Mỹ)
- Thư viện San Antonio, Texas

## Sách tham khảo
- Mutlow, J, Legorreta, Rizzoli, New york, 1997
- Legorreta, R, Legorreta + Legorreta, Rizzoli, 2004